# Банкя (село)
Вижте пояснителната страница за други значения на Банкя.
Банкя е село в Западна България. То се намира в община Трън, област Перник. Селото се намира на граничната бразда със Сърбия. Граничните камъни са разположени непосредствено до къщите на Банкя.

## История
В османски регистри селото е записвано по следните начини: Баня в 1451 г., Банке в 1576 г., Банка в 1576 г., Банкя в 1878 г.

## Културни и природни забележителности
- Минерални извори – минералната вода тук е полезна за очите.
- Има изградена екопътека през Ябланишкото ждрело. По екопътеката може да се мине като се тръгне от пътя, отделящ се от разклона за Трънското ждрело към село Банкя, преминава се през Ябланишкото ждрело или „Зелени вир“, слиза се до Банкя, минава се през него и се продължава по черен път до Трънското ждрело.
- В западния край на селото може да се види къща (вече реставрирана), чийто двор е разделен от границата според Ньойски мирен договор.

## Други
- Открит басейн с минерална вода.
- Цех за бутилиране на минерална вода.